# Neria octoannulata
Neria octoannulata är en tvåvingeart som först beskrevs av Gabriel Strobl 1899.  Neria octoannulata ingår i släktet Neria och familjen skridflugor.
Artens utbredningsområde är Spanien. Inga underarter finns listade i Catalogue of Life.